# Осада «Азовстали»
Осада «Азовстали» — боевые действия на территории мариупольского металлургического комбината «Азовсталь» и в его окрестностях, происходившие в рамках боёв за Мариуполь во время вторжения России на Украину в период с 18 марта по 20 мая 2022 года. Бои велись Вооружёнными силами Украины с одной стороны и вооружёнными силами России и признаваемой ею Донецкой Народной Республики — с другой. Завершились 20 мая сдачей в плен всех украинских военнослужащих.

## Предыстория
24 февраля 2022 года российские войска атаковали территорию Украины, в том числе и город Мариуполь. 27 февраля российские войска прибыли к западным окраинам города из Крыма, а 2 марта город был взят в окружение.
10 марта 2022 года ДНР заявили, что вышли к комбинату «Азовсталь» и взяли под контроль ряд кварталов в Мариуполе.
Особенностью «Азовстали» является то, что огромный металлургический комплекс обладает сложной системой глубоких подземных укрытий и коммуникаций. Такая структура позволила украинским военным превратить предприятие в форт.

## Роль в военных действиях
Украинский металлургический комбинат «Азовсталь» стал очагом сопротивления украинской армии в ответ на агрессию России против Украины. С самого начала боёв за Мариуполь на заводе укрывалось большое количество людей. По состоянию на 20 апреля 2022 года число военнослужащих равнялось примерно 3 тысячам человек, а гражданских — не менее 200.

## Ход боевых действий

### Осада
10 апреля, более чем через месяц после начала вторжения, российские силы полностью изолировали оставшихся на территории комбината «Азовсталь» военнослужащих Украины, однако, вследствие проведённых украинскими силами фортификационных работ и сложного строения «Азовстали» наземный штурм был сильно осложнён. 13 апреля силы обороняющихся пополнились военнослужащими 36-й отдельной бригады морской пехоты ВМС ВСУ, часть которых прорвалась из окружения с металлургического комбината имени Ильича.
В конце апреля ISW сообщал об отсутствии значимых достижений российских войск при попытках штурма «Азовстали». Для подавления украинского сопротивления и удержания окружения комбината ВС РФ и НМ ДНР устроили блокаду территории комплекса и подвергают её плотным артиллерийским и ракетным обстрелам, а также бомбардировкам, в том числе с применением стратегической авиации.
Украинские военнослужащие оказались запертыми в подземельях комплекса вместе с гражданскими, испытывали острую нехватку воды, еды, медикаментов и боеприпасов. Украинская сторона и заблокированные военнослужащие жаловались на ужасные условия, сравнивая их со «средневековым гетто». В частности, вследствие отсутствия стерильных повязок, медицинских инструментов и антибиотиков раненые военнослужащие были обречены на ампутацию повреждённой конечности или на смерть от сепсиса.
28 апреля под обстрел попал полевой госпиталь, в результате чего, по заявлению мэра Мариуполя, число раненых возросло со 170 человек до более 600. 29 апреля были опубликованы спутниковые снимки, на которых было видно, что разрушено практически каждое здание комбината.
Российское руководство несколько раз в ультимативной форме требовало от сил обороны прекратить сопротивление, предлагая взамен выход на контролируемую киевскими властями территорию после полной сдачи оружия, но украинские войска отказываются капитулировать, считая, что российская сторона обманом возьмет их в плен, в котором их ждёт преднамеренная смерть. РФ систематически отказывалась разрешить запертым на территории комплекса людям покинуть Мариуполь, в том числе блокируя гуманитарные коридоры даже для гражданских. Предложение вывоза украинских военных на территорию третьей страны, поддержанное президентом Турции Реджепом Эрдоганом, российская сторона также отвергла. Эвакуировать гражданских удалось лишь в начале мая, при посредничестве международного Красного Креста.

### Полёты украинских вертолетов в осажденную «Азовсталь»
Согласно официальным заявлениям представителей Украины, ВСУ проводили вертолётные операции по доставке продовольствия, питьевой воды, медикаментов, боеприпасов и вывозу раненых; в частности, проведение миссии было подтверждено 20 мая, когда президент Украины Владимир Зеленский сообщил о гибели большого числа участвовавших в операциях украинских лётчиков; ранее заместитель командира гарнизона Святослав Паламар в обращении от 10 апреля сообщал лишь об единственном успешном прибытии вертолётов. 3 июня официально было заявлено, что всего таких вылетов было произведено 7, в ходе них каждый раз вертолеты преодолевали фронтовую полосу глубиной около 100 километров.

### Процесс выхода украинских военных из «Азовстали»
16 мая были достигнуты договорённости, согласно которым украинские военнослужащие сдаются, а российская сторона вывозит их с территории «Азовстали» на подконтрольную ДНР территорию. Раненых вывозят в Новоазовск, а остальных — в Оленовку, согласно сообщению Reuters, в бывшую исправительную колонию. Украинская сторона утверждает, что бойцы будут возвращены на подконтрольную Киеву территорию по процедуре обмена, российская сторона данную информацию не подтвердила.
Согласно сообщению Генерального штаба Украины от 17 мая, с территории комбината «уехали» 264 человека, из них 53 — раненые. Согласно заявлениям представителей РФ и ДНР от 18 мая, из «Азовстали» вывезены в общей сложности от 959 до 962 военнослужащих. Всего по состоянию на 20 мая Минобороны РФ сообщило о сдаче в плен 2439 украинских военных, находившихся на территории Азовстали.
Генштаб Украины сообщил, что «гарнизон Мариуполя выполнил боевую задачу, и командирам отдан приказ сохранить жизни личного состава». Президент Украины Владимир Зеленский заявил, что весь процесс является «спецоперацией», которая контролируется украинскими военными и разведкой при участии «самых влиятельных международных посредников», а также выразил надежду, что при содействии ООН и МККК всех украинских военных удастся вернуть живыми. При этом украинская сторона официально не объявляла ситуацию как «сдачу в плен». Однако 7 июня президент Украины Владимир Зеленский сказал о том, что 2500 пленных из Азовстали, к сожалению, находятся в руках России.
Спикер Госдумы России Вячеслав Володин попросил профильный комитет парламента подготовить поручение о запрете обмена военнослужащих полка «Азов». Депутат Государственной Думы РФ, член переговорной группы Москвы Леонид Слуцкий заявил во время дебатов в парламенте, что военнослужащих полка «Азов» нужно казнить. После этого пресс-секретарь президента РФ Дмитрий Песков заявил о личных гарантиях Владимира Путина, что со сдавшимися в «Азовстали» украинскими военнослужащими будут обращаться «гуманно», «в соответствии с международными стандартами».
По состоянию на вечер 20 мая все украинские силы покинули «Азовсталь».

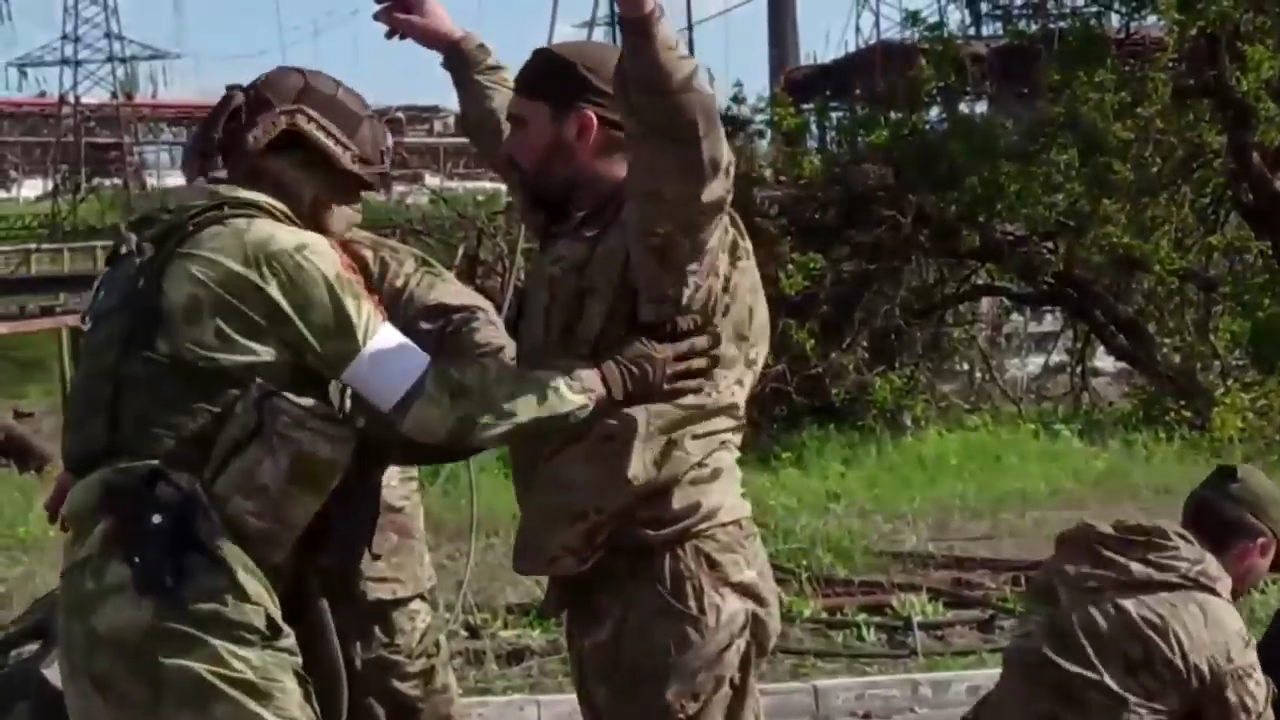
Кадры из видео Минобороны России, на котором, как оно утверждает, — военнослужащие украинских сил, которые покинули осажденный металлургический завод «Азовсталь» 17 мая

## Условия содержания военнопленных
Согласно сообщению Reuters, украинских военных, которым не требуется медицинская помощь, привезли в бывшую исправительную колонию под Оленовкой. Как заявлял советник мэра Мариуполя Пётр Андрющенко, сейчас это «концлагерь», где содержат родственников украинских военных, бывших работников правоохранительных органов, активистов, журналистов и людей, вызывающих подозрение (включая просто наличие «патриотических» татуировок). По его словам, узников содержат в чудовищных условиях, кормят не каждый день и не оказывают медицинской помощи. Российская сторона эти обвинения не прокомментировала. Однако 20 мая Zenger News опубликовало фотографии и комментарии сдавшихся бойцов, где они рассказали об удовлетворительных условиях содержания.
Позже жена командира батальона «Азов» Прокопенко также сообщила изданию The Guardian, что её муж, захваченный российскими войсками в «Азовстали» и находящийся в тюрьме под Оленовкой на территории, контролируемой ДНР, позвонил ей и рассказал, что с ним всё в порядке, а условия содержания «удовлетворительные»: «Их кормят, поят. Условия соответствуют требованиям и за этот короткий период они не подвергались насилию». Кроме того отмечается, что условия их содержания контролируют ООН и Красный Крест.
Несколько российских СМИ утверждают, что украинских военных также отвезли в российские следственные изоляторы в Таганроге и Ростове-на-Дону, а 7 июня российское государственное информационное агентство ТАСС сообщило о вывозе на территорию России более тысячи украинских военнопленных, однако, официальных подтверждений этих сообщений нет. Согласно BBC, в следственный изолятор № 2 в Таганроге поместили около 90 военнопленных.
Ночью 29 июля был разрушен барак исправительной колонии в Оленовке, в котором содержались украинские военнопленные, в том числе воевавшие в «Азовсталь». Согласно заявлениям представителей ДНР, погибли 53 человека, и 75 — были ранены. Украина и Россия обвинили друг друга в нанесении удара по колонии. Координатор системы ООН на Украине Оснат Лубрани заявила, что инцидент может быть расценен как военное преступление.

### Оценка обращения с военнопленными
ББС отметило, что условия содержания военнопленных нарушают Женевскую конвенцию об обращении с военнопленными. Согласно конвенции, военнопленные должны быть помещены в специальные лагеря, вдали от зоны боевых действий и в строго регламентированных условиях, прямо запрещая удержание военнопленных в следственных изоляторах и колониях без решения суда.
Военный эксперт из Германии, бывший генерал НАТО Эгон Раммс в интервью общественно-правовому телеканалу ZDF сказал, что эвакуированные украинские военнослужащие, в том числе раненые, отправляются в военный плен, указав, что процесс урегулирован Женевской конвенцией 1949 года. О прозвучавших в России заявлениях он сказал следующее: «Когда я слышу, что депутаты Думы внезапно говорят во всеуслышание, что им (украинским пленным) грозит смертная казнь, я думаю, что российские представители, судя по всему, в очередной раз или неправильно интерпретировали правовую ситуацию, или они снова начинают совершать военные преступления».
Профессор юридического факультета Университета имени Кристиана Альбрехта в Киле Андреас фон Арно в комментарии агентству Deutsche Welle сказал, что военнопленные могут подвергаться суду лишь за совершение военных преступлений, но не за свое участие в военном конфликте. При этом они имеют право на независимый и бесстрастный судебный процесс.
Профессор Кристина Биндер из Университета бундесвера в Мюнхене в письменном комментарии для DW указала, что 16 марта 2022 года вместе с прекращением членства РФ в Совете Европы Россия также вышла и из Европейской конвенции по правам человека. Однако Кристина Биндер отмечает, что выход из конвенции вступит в силу только в середине сентября 2022 года, и это значит, что совершённые до этого времени нарушения прав человека в отношении лиц, находящихся под юрисдикцией России, могут быть переданы в Европейский суд по правам человека, что также применимо к потенциальным пыткам и казням бойцов полка «Азов». В отношении Женевской конвенции эксперт указывает, что нарушения, описанные в 130 статье конвенции, могут повлечь государственную ответственность России и индивидуальную ответственность виновных лиц. При этом в случае казней без соответствующей правовой процедуры было бы нарушено международное право, что, однако, с решением суда не повлечёт реальной ответственности вследствие отсутствия исполняющего органа. В отношении физических лиц эксперт указывает, что возможно привлечение к индивидуальной ответственности перед национальными судами или перед Международным уголовным судом. Профессор отмечает, что во втором варианте Владимир Путин как действующий глава государства обладать иммунитетом не будет.